# مری لی ترامپ
مری لی ترامپ به انگلیسی: Mary Lea Trump (متولد ۳ مه ۱۹۶۵) روان‌شناس، بازرگان و نویسندهٔ آمریکایی است. او برادرزادهٔ دونالد جی ترامپ است. از کتاب سال ۲۰۲۰ میلادی او، تحت عنوان بیش از اندازه و همیشه ناکافی، در روز انتشار قریب به یک میلیون نسخه به فروش رفت.

## اوان جوانی و تحصیل
مری لی ترامپ در ماه مه ۱۹۶۵ از لیندا لی کلپ مهماندار هواپیما و فرد ترامپ جونیور خلبان جت خطوط هوایی ترانس ورلد به دنیا آمد. برادر بزرگ او فردریک ترامپ سوم است. مری ترامپ در ۱۹۸۳ از مدرسهٔ ایتل واکر(Ethel Walker) فارغ‌التحصیل شد. او ادبیات انگلیسی را در دانشگاه تافتس خواند و موفق به اخذ مدرک کارشناسی ارشد ادبیات انگلیسی از دانشگاه کلمبیا شد که در حین آن بر روی آثار ویلیام فاکنر و داستان تخیلی ناکارآمد او خانوادهٔ کامپسون، کار می‌کرد. او دکتری روان‌شناسی بالینی اش را از مؤسسهٔ مطالعات روان‌شناسی پیشرفتهٔ درنر در دانشگاه آدلفی گرفت.

## حرفه
ترامپ در حالی که روی تحقیقات دکتری خود کار می‌کرد به مدت یک سال در مرکز روان‌پزشکی منهتن به کار مشغول بود. ترامپ در کتاب " تشخیص: اسکیزوفرنی"، که در ۲۰۰۲ توسط انتشارات دانشگاه کلمبیا منتشر شد، همکاری داشت. او واحدهای دانشگاهی متعددی از جمله روان‌شناسی بالشی، تروما و آسیب‌شناسی روانی را تدریس کرده‌است. او بنیان‌گذار و مدیر اجرایی گروه مربیگری ترامپ، یک شرکت مربیگری برای امور زندگی است و همچنین مالک و مجری تعدادی کسب و کار کوچک در شمال شرقی آمریکا نیز هست.

## زندگی شخصی
پدر ترامپ در ۲۹ سپتامبر ۱۹۸۱ در سن 43 سالگی بر اثر سکتهٔ قلبی ناشی از الکلیسم درگذشت؛ مری در آن زمان شانزده سال داشت. قلب پدرش بزرگ شده بود و تحت عمل جراحی قرار گرفت و عاقبت در بیمارستان کویینز در جامائیکا در تنهایی درگذشت. در زمان مرگ پدرش مری ترامپ در مدرسه در حال تماشای یک فیلم بود که معلم مدرسه او را به کناری کشید و خواست تا با منزلش تماس بگیرد. او پس از چندین تماس تلفنی دریافت که پدرش درگذشته است. مری علی‌رغم درخواستش نتوانست جسد پدر را ببیند و مجبور شد در یک تابوت در بسته با او خداحافظی کند.
ترامپ در کتاب خود از زمانی یاد می‌کند که مادربزرگش مری آن مک‌لئود ترامپ التون جان را " بچه مزلف " می‌خواند؛ بنابراین مری تصمیم می‌گیرد که همجنسگرا بودن خود را بیان نکند و بروز ندهد که قصد دارد با زنی ازدواج کند و بعدها دختری را با او بزرگ کند. وی در حال حاضر از آن زن طلاق گرفته و به همراه دخترش در لانگ آیلند نیویورک زندگی می‌کند.
برادر ترامپ، فرد سوم، ملقب به «فریتز» است و همسرش لیزا نام دارد.

### دنیای سیاست
مری ترامپ در انتخابات ریاست جمهوری ۲۰۱۶ از هیلاری کلینتون حمایت کرد. وی در ۱۵ ژوئیه ۲۰۲۰ در مصاحبه‌ای با خبرگزاری ای بی سی که توسط جورج استفانوپولوس انجام شد گفت دونالد ترامپ باید استعفا دهد. مری گفت که «او برای رهبری این کشور کاملاً ناتوان است و بسیار خطرناک است اگر به او اجازه داده شود به این رهبری ادامه دهد.» مری در مصاحبه‌ای در ۲۲ ژوئیه ۲۰۲۰ در برنامهٔ آخر شب با استفان کلبرت، وقتی نظر حرفه‌ای او را پرسیدند، اظهار داشت که دونالد ترامپ تمایلات ضدِاجتماعی دارد اما نه به شدتِ پدرش و اساساً عاری از مسئولیت‌پذیری است و هرگز در قبال اقداماتش خود را پاسخگو نمی‌داند.

### ناسازگاری‌های درون خانوادهٔ ترامپ
هنگامی که فرد ترامپ سینیور در ۱۹۹۹ بر اثر بیماری آلزایمر درگذشت، مری و برادرش فرد سوم به وصیتنامهٔ پدر بزرگ خود اعتراض کردند. فرد سینیور، در وصیتنامه‌اش برای هر یک از فرزندانش سهمی مساوی از املاک خود در نظر گرفته و برای هر یک از نوه‌هایش دویست هزار دلار به ارث گذاشته بود. هنگامی که پدر مری قبل از پدربزرگش درگذشت، وکلای فرد سینیور سعی کردند نسبت به سایر نوه‌ها که والدین‌شان هنوز در قید حیات بودند، برای مری و برادرش فرد سوم سهم بیشتری در نظر گرفته شود. چرا که نظر او از ابتدا این بود که برای هر کدام از فرزندانش سهم مساوی به ارث بگذارد؛ بنابراین اگر وصیتنامه اصلاح نمی‌شد این موضوع می‌توانست برای بازماندگان بعدی بحث‌برانگیز شود.
اندکی پس از فوت فرد سینیور، همسر برادر مری پسری را که به یک بیماری نادر مبتلا بود به دنیا آورد - این بیماری به یک عمر مراقبت پزشکی بسیار گران‌قیمت نیاز داشت. فرد سینیور بنیادی را تأسیس کرده بود که هزینه‌های پزشکی خانواده خود را پرداخت می‌کرد. وقتی مری و فرد سوم شکایتی علیه دونالد ترامپ و دو خواهر و برادرش تنظیم کردند، به آنها گفته شد که بنیاد دیگر هزینهٔ پزشکی آنها را پرداخت نخواهد کرد. این دادخواست در ۲۰۰۱ حل و فصل شد. طبق حکم نهایی اختلاف سهمی که پدرشان در صورت زنده ماندن به ارث می‌برد به آنها اعطا نشد. البته پوشش هزینه‌های پزشکی خانواده را به آنها بازگرداند.
جایزه پولیتزر ۲۰۱۹ برای گزارش تحقیقی به دیوید بارستو، سوزان کریگ و راس بوتنر از مجلهٔ نیویورک تایمز اهدا شد. این «یک تحقیق جامع و روشنگرانهٔ ۱۸ ماهه بود که ادعای خودساخته بودن او را رد می‌کرد و نشان می‌داد امپراتوری تجاری او صرفاً بر اساس فرار مالیاتی بنا شده‌است.» مری منبع اصلی اطلاعاتی این تحقیق بود، زیرا او طی روند اختلافی که بر سر املاک پدربزرگش با دونالد داشت اسناد مالیاتی او را به دست آورده بود.
پس از معرفی کتاب بیش از اندازه و همیشه ناکافی در ژوئن ۲۰۲۰، رابرت ترامپ دایی مری تلاش کرد تا مانع انتشار آن شود و اظهار داشت که مری در طول دادخواست ۱۹۹۹، پیمان‌نامه عدم افشا امضاء کرده‌است. درخواست حکم توقیف موقت علیه مری توسط دادگاه نیویورک رد شد، و این کتاب در ۱۴ ژوئیه ۲۰۲۰. منتشر گردید.

### بیش از اندازه و همیشه ناکافی
بیش از اندازه و همیشه ناکافی: چطور خانواده‌ام خطرناک‌ترین مرد جهان را به وجود آورد، کتابی جامع است که در ۱۴ ژوئیه ۲۰۲۰ توسط انتشارات سیمون اند شوستر منتشر شده‌است. مری در ابتدای کتاب متذکر می‌شود که مطالب موجود در این کتاب یا بر اساس حافظهٔ خودش یا از مکالمات ضبط شده با خانواده، دوستان و دیگران گرفته شده‌است. منابع دیگر شامل اسناد قانونی، مالی و خانوادگی و مکاتبات ایمیلی و همچنین مقالهٔ تحقیقی دیوید بارستو و سوزان کریگ در نیویورک تایمز است. این کتاب به جزئیات بیان می‌کند که نویسنده همان منبع ناشناسی است که پروندهٔ مالیاتی خانواده ترامپ را به نیویورک تایمز داده‌است. گزارشی که برندهٔ جایزه پولیتزر ۲۰۱۹ شد. یک دعوای حقوقی بر سر امکان انتشار این کتاب در سیستم قضایی نیویورک مطرح شد و قاضی استیناف به سیمون اند شوستر اجازهٔ انتشار این کتاب را داد. این کتاب در اولین روز فروش خود نزدیک به یک میلیون نسخه فروخت. نسخهٔ فارسی این کتاب برای اولین بار در ایران توسط انتشارات مهر اندیش با ترجمهٔ پوریا حسنی به چاپ رسید.